# بزرگراه ۴۰۷ انتاریو

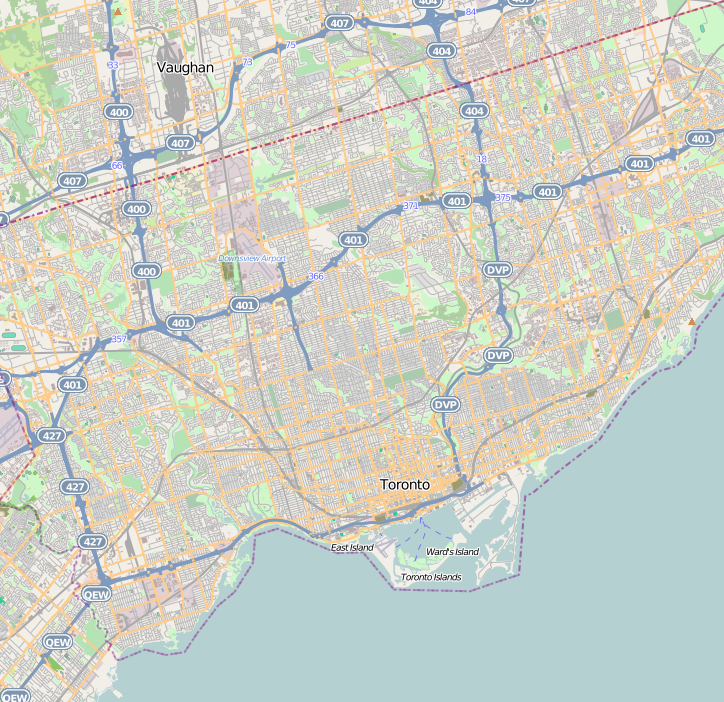
مسیر بزرگراه ۴۰۷ بر روی نقشه تورنتو از شرق به غرب در بالای نقشه

مسیر بزرگراه ۴۰۷ بر روی نقشه کانادا.

بزرگراه ۴۰۷ کانادا (به انگلیسی: Ontario Highway 407) مشهور به 407 ETR، نام یک بزرگراه در انتاریو کانادا از مجموعه بزرگراه‌های سری ۴۰۰ است، و در نزدیکی شهر تورنتو واقع شده‌است.
بزرگراه ۴۰۷ یک جاده عوارضی است (تنها جاده خصوصی در کانادا) که صاحبان خودروها بر مبنای شماره پلاک ماشین یا حساب transponder (فرستنده خودکار) عوارض را به صورت الکترونیکی پرداخت می‌کنند. حتماً دربارهٔ سیاستهای آژانس‌های کرایه ای خود در ارتباط با عبور از این جاده تحقیق کنید زیرا برخی شرکتها می‌توانند هزینه‌های اضافی دریافت کنند و به راحتی عوارض را دو یا سه برابر کنند.